# Cruz Blanca, San Luis Potosí
Cruz Blanca är en ort i Mexiko.   Den ligger i kommunen Huehuetlán och delstaten San Luis Potosí, i den centrala delen av landet, 230 km norr om huvudstaden Mexico City. Cruz Blanca ligger 108 meter över havet och antalet invånare är 504.
Terrängen runt Cruz Blanca är huvudsakligen kuperad, men söderut är den bergig. Cruz Blanca ligger nere i en dal. Runt Cruz Blanca är det ganska tätbefolkat, med 160 invånare per kvadratkilometer. Närmaste större samhälle är Villa Terrazas, 17,4 km sydost om Cruz Blanca. Omgivningarna runt Cruz Blanca är en mosaik av jordbruksmark och naturlig växtlighet.